# Battaglia di Milazzo (1718)
La battaglia di Milazzo fu combattuta il 15 ottobre 1718 nelle vicinanze della città di Milazzo, tra il Regno di Spagna e l'Impero austriaco durante la guerra della Quadruplice Alleanza.

## Antefatto
Il re Filippo V di Spagna, frustrato per la perdita dei suoi possessi italiani dopo la guerra di successione spagnola, invase la Sardegna divenuta possesso austriaco, nell'agosto del 1717 e la Sicilia, passata a Vittorio Amedeo II, duca di Savoia, nel luglio del 1718.
Il re spagnolo trasse vantaggio dal vuoto di potere creatosi in Francia dopo la morte di Luigi XIV e dal fatto che l'Austria fosse impegnata nella guerra austro-turca del 1716-18. Ma il 21 luglio 1718 il trattato di Passarowitz segnò la fine della guerra con l'impero ottomano.
Nel frattempo gli spagnoli, con un'armata di 30 000 uomini al commando di Jean François de Bette, marchese di Lede, invasero l'isola occupandola completamente con l'eccezione di una zona intorno a Messina posta sotto assedio dal 18 luglio.
L'11 agosto, nella battaglia di Capo Passero, la flotta britannica, condotta da Sir George Byng, attaccò e distrusse la flotta spagnola, senza che vi fosse stata una dichiarazione di guerra. Il 13 ottobre, la flotta britannica sbarcò l'armata austriaca, precedentemente creata a Napoli dal viceré austriaco von Daun, vicino Milazzo in modo da eliminare l'assedio portato avanti dalle forze spagnole. Questi avvenimenti portarono alla battaglia del 15 ottobre.

## La battaglia
Gli austriaci iniziarono ad attaccare di buon mattino prendendo gli spagnoli di sorpresa. I due reggimenti di dragoni spagnoli (Batavia e Lusitania) fermarono l'attacco, dando al resto dell'esercito spagnolo il tempo di prendere posizione. I due reggimenti furono decimati ma il loro sacrificio diede a Lede la possibilità di contrattaccare. Gli austriaci vennero fermati e gli spagnoli inseguirono l'esercito nemico in fuga causando molte vittime.
Gli austriaci ebbero 1500 fra uccisi o feriti e 300 prigionieri. Gli spagnoli persero 1500 uomini, fra uccisi o feriti, e 200 prigionieri. Messina venne presa dagli spagnoli ma il marchese di Lede perse l'opportunità di scacciare completamente gli austriaci dall'isola, lasciandogli la testa di ponte intorno a Milazzo. Questa posizione e la supremazia navale, conseguenza di Capo Passero, diedero agli austriaci la possibilità di inviare altre truppe nell'anno successivo, il che portò alla Battaglia di Francavilla.